# 양즈셴
양즈셴(杨之贤, 1992년 5월 20일 ~ )는 접영을 주종목으로 하는 중국의 수영 선수이다. 2014년 인천 아시안 게임 남자 개인혼영 400m 결승 경기에서 은메달을 획득했다.